# Anuța Cătună
Anuța Cătună, född den 1 oktober 1968 i Bistrița-Năsăud, Rumänien, är en rumänsk före detta friidrottare som tävlade i maratonlöpning.
Cătună deltog vid VM 1995 i Göteborg där hon slutade på andra plats på tiden 2:26.25. Vid VM 1997 slutade hon tolva. Hon blev två gånger bronsmedaljör vid VM i Halvmaraton (1994 och 1995).
Hon segrade i New York City Marathon 1996.

## Personliga rekord
- Halvmaraton - 1:09.16 från 1995
- Maraton - 2:26.25 från VM 1995